# Ángel Carreón y Ochoa Garibay
José Vicente Ángel Carreón y Ochoa Garibay, conocido como Ángel Carreón (Guadalajara, Jalisco, 2 de octubre de 1852-Morelia, Michoacán, 23 de enero de 1913), fue un médico cirujano, catedrático y político mexicano, basado en el estado de Michoacán.
Ejerció el cargo de gobernador interino del Estado Libre y Soberano de Michoacán de Ocampo y presidente del Consejo de Salubridad. También, fungió como diputado local durante varias legislaturas del Congreso del Estado de Michoacán y, dentro de su paso por este órgano, logró presidir dicha Cámara Legislativa.

## Primeros años

### Nacimiento y Familia

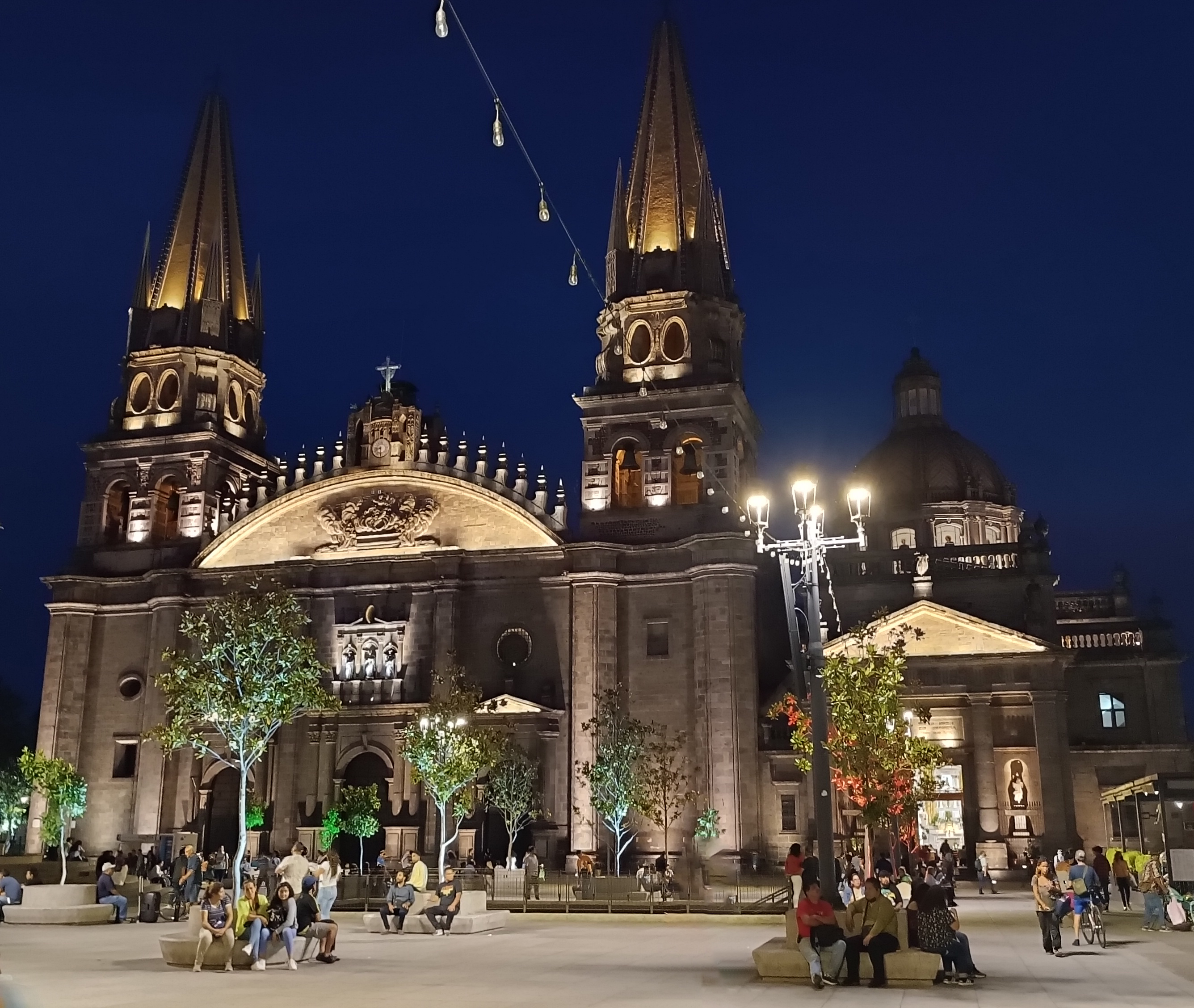
Guadalajara, ciudad natal del Doctor Carreón.

En la parroquia de San José de Analco a 6 de Octubre de 1852. Yo Presbítero José Barbosa, teniente de Cura, bauticé solemnemente y puse los Santos Oleos y Crisma a José Vicente Ángel que nació el 2, hijo legítimo de D. Francisco Carreón y Aguirre y de Dª. Lugarda Ochoa Garibay y Gutiérrez. Abuelos Paternos D. José Vicente Carreón y Ruiz de Esparza y Dª. Ma. Josefa Aguirre y Ramos de Arriola; maternos D. Juan José Ochoa Garibay y Jiménez y Dª. Francisca Gutiérrez y  Navarro de Salceda. Padrinos D. Francisco Ahumada y N. y Dª. Gregoria Carreón y Aguirre, a quienes advertí su obligación y parentesco espiritual y lo firmé
Acta de bautismo de José Vicente Ángel Carreón Ochoa Garibay, 6 de octubre de 1852.

Nació el 2 de octubre de 1852 en Guadalajara Jalisco, en una familia descendiente de andaluces, por parte de su familia paterna y de vascos, por parte de su familia materna, de buena posición económica y social en dicha zona de México. 
Es el menor de once hijos que hay del matrimonio entre el General José Francisco Carreón y Aguirre y María Justa Lugarda Ochoa Garibay y Gutiérrez, celebrado el 8 de marzo de 1826 en Guadalajara, Jalisco. Se le nombró en honor a su abuelo paterno, José Vicente Carrión y Ruiz de Esparza.
Su hermano, el General José Francisco Carreón y Ochoa Garibay, fue compañero militar de Porfirio Díaz.
Es descendiente directo del Capitán Ginés Carrión y Mata, sevillano radicado en la Nueva España. Los Carrión y Mata tenían buenos vínculos con la Santa Inquisición. El bisabuelo de Ginés fue alcaide en el Castillo de Triana y Alguacil Mayor de la Santa Inquisición por nombramiento del Santo Arzobispo de Toledo, Fray Francisco Jiménez, los cuales tuvo por 40 años hasta su fallecimiento.

"(…) por lo que tengo de ser bisnieto de Pedro de Mata, Alcaide que fue del Castillo de Triana, Alguacil Mayor de la Santa Inquisición por nombramiento del Sˢ Archobispo de Toledo don Fray Francisco Jiménez, los cuales oficios tuvo mas tiempo de cuarenta años, hasta que murió."
Declaración de Ginés IV de Carrión de Mata y López

|  |  |  |  |  |  |  |  | Alcaide Pedro de Mata Alcaide del Castillo de Triana, Alguacil Mayor de la Santa Inquisición Casado con Leonor Fernández González (fall. 1562) |  |  |  |  |  |  |  |
|  |  |  |  |  |  |  |  | |  |  |  |  |  |  |  |
|  |  |  |  |  |  |  |  | Leonor de Mata y Fernández Casada con Ginés II Carrión y Castellón (1518-fallecida)                                                            |  |  |  |  |  |  |  |
|  |  |  |  |  |  |  |  | |  |  |  |  |  |  |  |
|  |  |  |  |  |  |  |  | Capitán Ginés III de Carrión de Mata y Fernández Casado con Leonor López García (1542-fallecido)                                               |  |  |  |  |  |  |  |
|  |  |  |  |  |  |  |  | |  |  |  |  |  |  |  |
|  |  |  |  |  |  |  |  | Ginés IV de Carrión de Mata y López Casado con Francisca Temiño de Orozco-Agüero y Flores de la Torre (1580-1651)                              |  |  |  |  |  |  |  |
|  |  |  |  |  |  |  |  | |  |  |  |  |  |  |  |
|  |  |  |  |  |  |  |  | Tomás de Carrión y Temiño de Orozco-Agüero Casado con María Pérez de Mojica y Díaz de León (1615-1695)                                         |  |  |  |  |  |  |  |
|  |  |  |  |  |  |  |  | |  |  |  |  |  |  |  |
|  |  |  |  |  |  |  |  | Francisco de Carrión y Pérez de Mojica Casado con Francisca Narváez y N. (1658-1683)                                                           |  |  |  |  |  |  |  |
|  |  |  |  |  |  |  |  | |  |  |  |  |  |  |  |
|  |  |  |  |  |  |  |  | Buenaventura Carrión y Narváez Casado con Josefa Nieto Corona y Castañeda de León (1680-1754)                                                  |  |  |  |  |  |  |  |
|  |  |  |  |  |  |  |  | |  |  |  |  |  |  |  |
|  |  |  |  |  |  |  |  | Juan José Carrión y Nieto Corona Casado con María Timotea Ruiz de Esparza y Rojas (1722-fallecido)                                             |  |  |  |  |  |  |  |
|  |  |  |  |  |  |  |  | |  |  |  |  |  |  |  |
|  |  |  |  |  |  |  |  | José Vicente Carrión y Ruiz de Esparza Casado con María Josefa Aguirre y Ramos de Arriola (1767-1806)                                          |  |  |  |  |  |  |  |
|  |  |  |  |  |  |  |  | |  |  |  |  |  |  |  |
|  |  |  |  |  |  |  |  | General José Francisco Carrión y Aguirre General del Ejército Mexicano Casado con Lugarda Ochoa Garibay y Gutiérrez (1799-1874)                |  |  |  |  |  |  |  |
|  |  |  |  |  |  |  |  | |  |  |  |  |  |  |  |
|  |  |  |  |  |  |  |  | Doctor Ángel Carreón y Ochoa Garibay Médico Cirujano, Diputado, Gobernador de Michoacán Casado con María Gertrudis Obregón Zetina (1852-1913)  |  |  |  |  |  |  |  |

Lugarda Ochoa Garibay y Gutiérrez, madre del Doctor Carreón, es descendiente directa del Capitán Diego de Ochoa Garibay y Suárez Solís, capitán vizcaíno que fue Conquistador de Nueva Galicia. 
También es descendiente del militar onubense Marcos Alonso de la Garza y del Arcón, uno de los fundadores de la ciudad de Monterrey, por la parte de la familia de su abuela paterna, María Josefa Aguirre y Ramos de Arriola, oriunda de Saltillo.

### Residencia
El Doctor Carreón vivió su infancia en su ciudad natal, Guadalajara. A temprana edad, él y toda su familia empezaron a residir en la zona del Centro Histórico de la capital del Estado de Michoacán, Morelia. Ahí comenzó sus estudios en Medicina y posteriormente su carrera profesional. 

## Carrera profesional
Médico notable y Gobernador del Estado en 1912. Fue catedrático de la Escuela Médica y persona generalmente querida por la sociedad moreliana, en donde ejerció su profesión durante más de treinta años.
Prof. Jesús Romero Flores.

Estudió Medicina en la Universidad Michoacana de San Nicolás de Hidalgo, donde recibió su título el 9 de noviembre de 1876 de médico cirujano. Ejerció, también, varios años como catedrático de la Escuela de Medicina y Cirugía, impartiendo la materia de Patología Interna y de Operaciones.  
Fue electo para ser diputado local en el Congreso del Estado de Michoacán en 1890, año donde comenzó su carrera política. Ejerció este cargo durante varias legislaturas del Honorable Congreso del Estado hasta 1912. También, llegó a ser, en varias ocasiones, Presidente de la Cámara Legislativa del Estado.
Por su experiencia como médico y amplio conocimiento de la rama, Porfirio Díaz Mori lo invitó para desempeñarse como el presidente del Consejo de Salubridad General en 1899.
El decreto estatal número 64, publicado el 27 de mayo de 1912, establece que el Doctor Ángel Carreón y Ochoa Garibay asume el titular del ejecutivo del Estado Libre y Soberano de Michoacán de Ocampo ese mismo día, convirtiéndose así en el Gobernador de dicho estado.
Tuvo que concluir el Décimo Noveno Periodo Constitucional del Estado, donde primeramente fue elegido el porfirista Aristeo Mercado por quinta ocasión. Tras el derrocamiento del Porfiriato a nivel nacional, Mercado se vio obligado a renunciar. Las presiones de la población de Michoacán también influyeron en su decisión de retirarse del cargo. 
Carreón destaca por sus acciones para contener la Revolución Mexicana en el estado. También, por sus diferencias con Emiliano Zapata. Como encomienda, también debía convocar a nuevas elecciones el 16 de septiembre de ese mismo año para dar paso al Vigésimo Período Constitucional, mediante un proceso democrático, vigilado por el gobierno maderista.

## Vida personal
En veintiuno de Septiembre de mil ochocientos noventa y dos, con licencia del Señor Presbítero Bachiller Don José María Guerrero, Cura segundo de la Parroquia del Sagrario Metropolitano de México, previa la información y amonestaciones conciliares. Yo el Padre Fray José Manuel María Luna, estando en la Sacristía de esta Iglesia Parroquial, asistí a la celebración del matrimonio, que el Doctor Don Ángel Carreón, originario de Guadalajara y vecino de Michoacán, soltero de treinta y nueve años de edad, hijo legítimo de Don Francisco Carreón, difunto, y de Doña  Lugarda Ochoa Garibay, in facie Ecclesiae contrajo con Doña María Gertrudis Obregón de veintiséis años de edad, originaria y vecina de esta ciudad, hija legítima de Don Luis Obregón y Doña Pomposa Zetina, difuntos; fueron sus padrinos Mariano Jiménez y Doña Sara J. de Reyes y testigos Don Magdaleno Zárate y Don Arcadio María Barragán. A continuación en la celebración de la Misa recibieron las bendiciones nupciales.
Padre José Manuel María Luna en la Acta de Matrimonio de Ángel Carreón y Gertrudis Obregón, 21 de septiembre de 1892.'

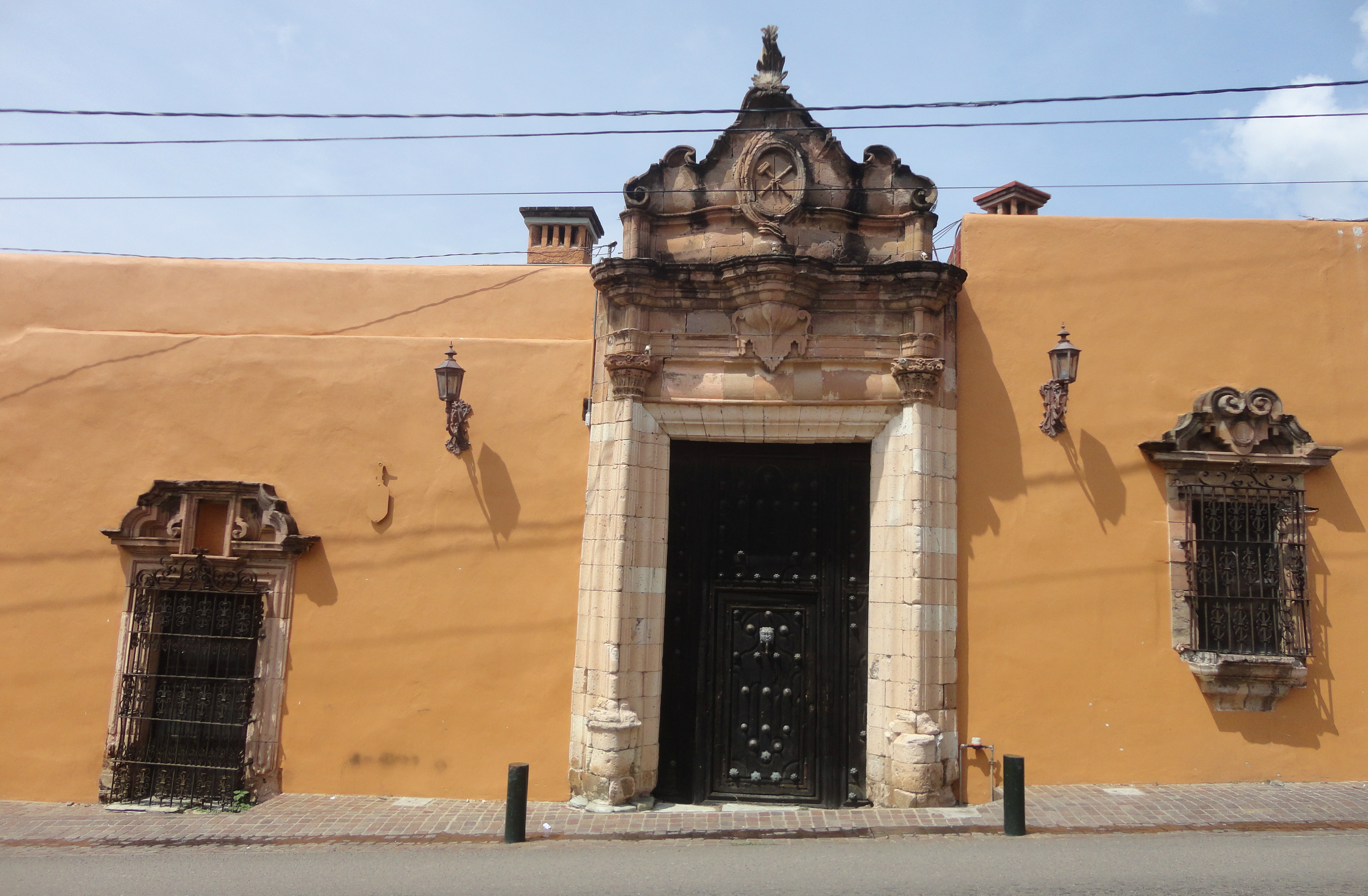
Casa en Guanajuato del Conde de la Valenciana, Don Antonio Obregón y Alcocer, pariente de María Gertrudis Obregón de Carreón.

Se casó por la Iglesia el 21 de septiembre de 1892 en la Catedral Metropolitana de la Ciudad de México y por el civil el 11 de septiembre de 1893 en Morelia, Michoacán, con María Gertrudis Obregón Zetina. 
Obregón de Carreón era originaria de la Ciudad de México, nacida el 1 de marzo de 1859; hija de Don Luis Gonzaga Obregón Liceaga, comerciante originario de Querétaro Capital y Doña María Pomposa Zetina y Valle, originaria del entonces exclusivo pueblo de San Ángel. 
La familia Obregón es una familia hidalga con orígenes en Llerana, Cantabria y con varios negocios hacendarios y mineros en Guanajuato, como la Mina de la Valenciana. También, varios miembros de la familia Obregón tuvieron importantes cargos políticos en dicho estado. 
Gracias a investigaciones elaboradas por el Seminario de Genealogía Mexicana, dependiente de la alianza entre la Universidad Nacional Autónoma de México y El Colegio de Michoacán, se sabe que de este matrimonio, nacieron 4 hijos:
- María Elena Carreón Obregón de Sheinfeld (1893-1977), casada con Salomón Sheinfeld Feplitzy (1883-1964), comerciante de origen soviético.[14]
- Víctor Ignacio Carreón Obregón (1894-1945), contador público, casado con María del Carmen Bernal Bustos (1901-1986), nacida en Ciudad de México.[15]
- María Isabel Carreón Obregón (1896-1900).
- Ángela Amelia Carreón Obregón de Moreda (1898-1983), casada con Lic. Víctor José Moreda Falomir (1889-1936), banquero[16]chihuahuense.

Todos los hijos nacieron en Morelia, Michoacán, lugar donde el matrimonio se estableció desde un inicio. 

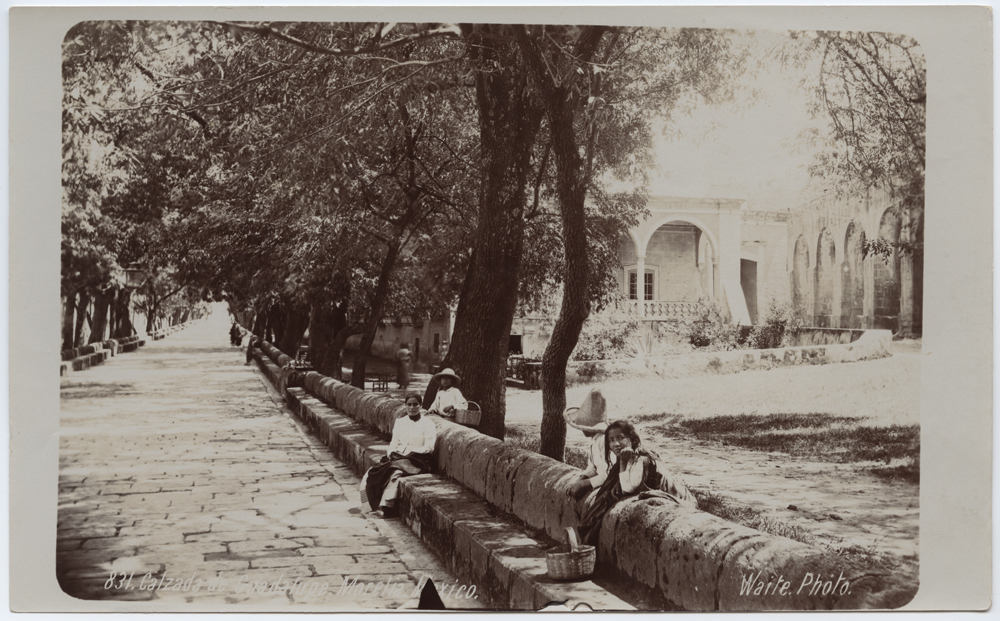
Fotografía de la Calzada de Guadalupe, hoy Fray Antonio de San Miguel, ubicada en el Centro Histórico de Morelia durante 1904, misma calle y época donde residía el Doctor Carreón.

La familia Carreón Obregón fue una de las más influyentes en la vida social y política de Morelia. Una vez que falleció el Doctor Carreón, toda su familia se mudó a la Ciudad de México, en la zona de la Colonia Roma.

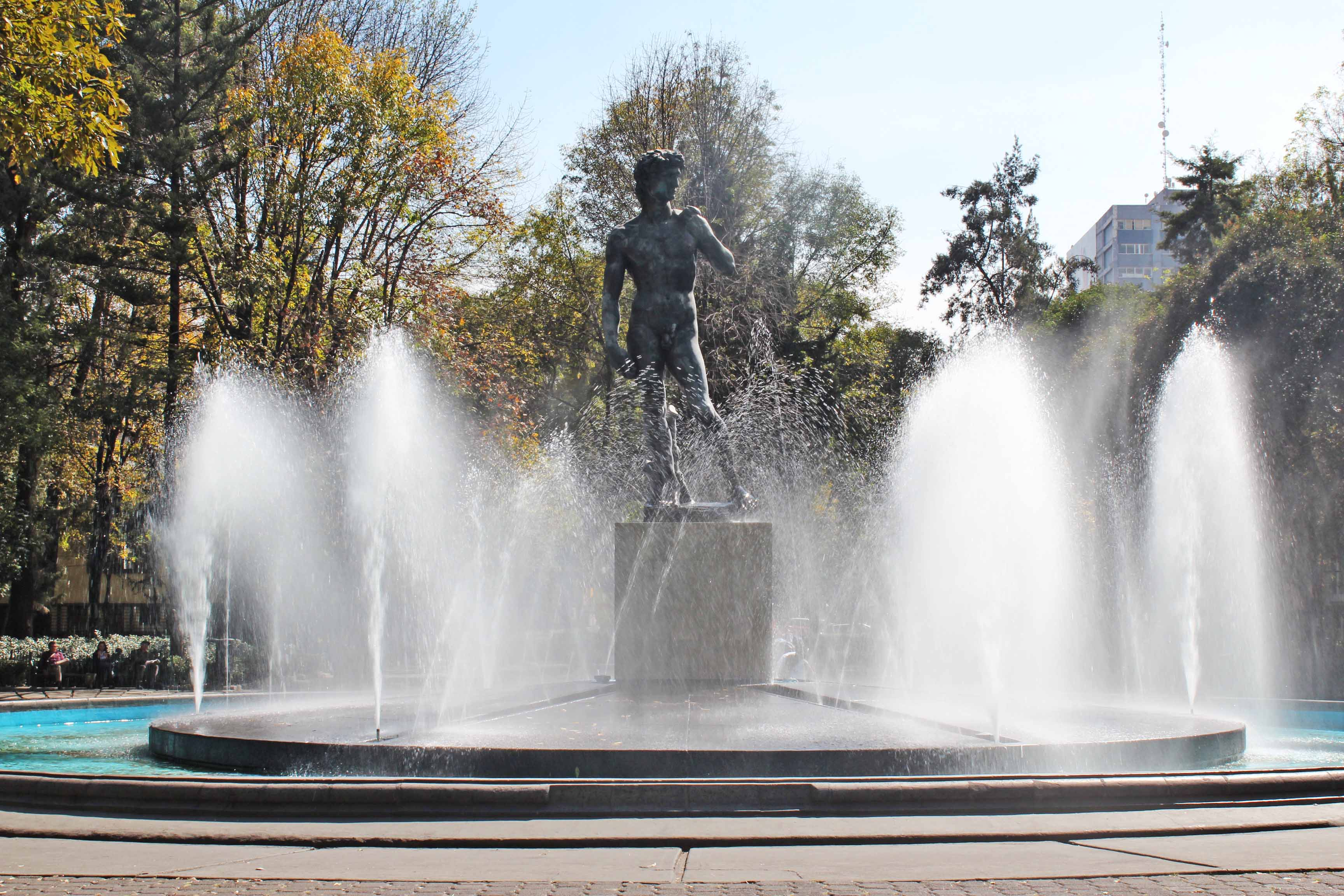
Colonia Roma en la Ciudad de México.

A pesar de que 3 de sus 4 hijos se casaron, los únicos nietos del Doctor Carreón fueron por parte de su hijo Víctor Ignacio, siendo:
- María de Jesús Carreón y Bernal (1929-1929).
- Ángel Ignacio Carreón y Bernal (1930-1997), ingeniero civil, casado con María Isabel Gámez Mallet (1933-2010).[17]
- Marta Elena Carreón y Bernal (1932-2016), casada con Antonio Manuel Carpio y Ponce de León (1925-2021), ingeniero mecánico.[18]

Según las investigaciones, los descendientes del Doctor Carreón han tenido su residencia en la Ciudad de México en distintas zonas como la Colonia Roma, Lomas de Chapultepec, Bosques de las Lomas, Polanco, y Lomas de Tlacopac de San Ángel (actualmente Las Águilas).

## Muerte
Ángel Carreón y Ochoa Garibay falleció el 23 de enero de 1913 en la ciudad de Morelia, a los 62 años de uremia. Un año previo a su muerte, ejerciendo el cargo de Gobernador Interino de Michoacán, había manifestado estar enfermo. Como se puede apreciar en su acta de defunción, fue enterrado en el Panteón Civil de Morelia.